# 도디 루케바키오
도디 루케바키오 은간돌리(프랑스어: Dodi Lukebakio Ngandoli, 1997년 9월 24일 ~ )은 벨기에의 축구 선수로 현재 스페인 라리가의 세비야에서 우측 윙어로 뛰고 있다.